# Marquesado de Laserna
El marquesado de Laserna es un título nobiliario español creado el 8 de abril de 2010, por el rey Juan Carlos I de España, a favor de Íñigo Moreno de Arteaga. El beneficiado es el xii marqués de Laula, tercer hijo de los condes de los Andes grandes de España, baylío gran-cruz de la Sagrada Orden Militar Constantiniana de San Jorge, caballero de la Soberana Orden Militar y  Hospitalaria de San Juan de Jerusalén, de Rodas y de Malta, caballero y trece de la Orden de Santiago, miembro de la Real Maestranza de Caballería de Sevilla. licenciado en Historia y dedicado al negocio marítimo. Gran aficionado a la caza, tiene una biblioteca cinegética con más 3000 libros.

## Denominación
La denominación de la dignidad nobiliaria refiere a la ciudad de Laserna, en la provincia de Álava.

## Carta de Otorgamiento
El título se le concedió por: 

«Queriendo dar una prueba de mi Real aprecio a la persona de don Íñigo Moreno de Arteaga,...»
Real Decreto 435/2010, de 8 de abril. Publicado en el el 9 abril 2010.

## Armas
De merced nueva. Partido: 1.ª, en campo de oro, un escudo partido, de gules, con dos cuervos de sable, volando sobre sus almenas; 2.ª, en campo de azur, tres flores de lis, de oro, bien ordenadas; bordura de gules. Escusón de plata, con una banda, de sinople.

## Marqueses de Laserna
|                            | Titular                    | Periodo                    |
| Creación por Juan Carlos I | Creación por Juan Carlos I | Creación por Juan Carlos I |
| -------------------------- | -------------------------- | -------------------------- |
| I                          | Íñigo Moreno de Arteaga    | 2010-actual titular        |

## Historia de los marqueses de Laserna
- Íñigo Moreno de Arteaga (n. Madrid, 18 de abril de 1934), i marqués de Laserna,[2] xii marqués de Laula,  gran-cruz de la Sagrada Orden Militar Constantiniana de San Jorge, caballero de la Soberana Orden Militar y Hospitalaria de San Juan de Jerusalén, de Rodas y de Malta, caballero y trece de la Orden de Santiago, miembro de la Real Maestranza de Caballería de Sevilla.[1]

Casó en Madrid el 16 de abril de 1961 con S.A.R. Teresa María Francisca Dorothea de Borbón-Dos Sicilias y Borbón-Parma (n. Lausana, 6 de febrero de 1937), princesa de las Dos Sicilias, duquesa de Salerno, hija del Infante Alfonso de Borbón-Dos Sicilias y Borbón, jefe de la Casa de Borbón-Dos Sicilias, y de su esposa Alicia, princesa de Borbón-Parma, de cuyo matrimonio nacieron siete hijos e hijas:
- - Rodrigo Moreno y de Borbón (Madrid, 1 de febrero de 1962), casado en 2020 con Casilda Ghisla Guerrero-Burgos y Fernández de Córdoba (n. 22 de octubre de 1981), xx duquesa de Cardona, grande de España;
  - Alicia Moreno y de Borbón (Jerez de la Frontera, 6 de abril de 1964), casada en 1994 con José Luis Hernández y Eraso (1949-16 de julio de 2012), con descendencia;
  - Alfonso Moreno y de Borbón (Madrid, 19 de octubre de 1965-Colmenar Viejo, Madrid, 18 de mayo de 2018), casado en 2000 con Marta Calvo Molezún, matrimonio anulado por sentencia de 2011, con descendencia;
  - Beatriz Moreno y de Borbón (Madrid, 10 de mayo de 1967), casada en 1995 con Lucas Urquijo y Fernández-Araoz, con descendencia;
  - Fernando Moreno y de Borbón (Madrid, 8 de julio de 1969-Madrid, 12 de mayo de 2011), soltero y sin descendencia;
  - Clara Moreno y de Borbón (Madrid, 14 de junio de 1971), soltera y sin descendencia;
  - Delia Moreno y de Borbón (Jerez de la Frontera, 30 de agosto de 1972), casada en 2005 con Álvaro de Ledesma y Sanchíz (n. 20 de octubre de 1962), v marqués de Arecibo, con descendencia.

ACTUAL MARQUÉS DE LASERNA